# فهيد الفهيد
فهيد الفهيد مواليد 18 يونيو 1988 في، السعودية، هو لاعب كرة قدم سعودي يلعب في نادي البدائع .
مثل سابقاً نادي التعاون في الفئات السنية وبعدها إنظم إلى نادي القلعة وإنتقل إلى نادي البدائع عام 2011.